# 黑尔佳·林德纳
黑尔佳·林德纳（德語：Helga Lindner，1951年5月5日—2021年11月3日），德国女子游泳运动员。她曾代表东德参加1968年和1972年夏季奥林匹克运动会游泳比赛，其中1968年奥运会获得一枚银牌。